# Harry Secombe
Harold "Harry" Donald Secombe, född 8 september 1921 i St. Thomas, Wales, död 11 april 2001 i Guildford, Surrey, var en brittisk komiker och skådespelare.
Secombe är mest känd för sin medverkan i BBC:s radioshow The Goon Show, tillsammans med Spike Milligan och Peter Sellers.

## Rollista i urval
- 1951 – Penny Points to Paradise
- 1952 – Down Among the Z Men
- 1954 – Farlig makt
- 1968 – Oliver!
- 1970 – Song of Norway